# Busulfan
Busulfan (Myleran, GlaxoSmithKline, Busulfex IV, Otsuka America Pharmaceutical, Inc.) là một loại thuốc trị ung thư, được sử dụng từ năm 1959.
Busulfan là một tác nhân chống ung thư alkylating không đặc hiệu chu kỳ tế bào, thuộc nhóm alkyl sulfonate. Chỉ định hóa học của nó là 1,4-butanediol dimethanesulfonate.

## Lịch sử
Busulfan đã được Cơ quan Quản lý Thực phẩm và Dược phẩm Hoa Kỳ (FDA) phê chuẩn để điều trị bệnh bạch cầu dòng tủy mạn tính (CML) vào năm 1999. Busulfan là sản phẩm chính trong điều trị hóa trị liệu cho bệnh bạch cầu dòng tủy mãn tính (CML) cho đến khi nó được thay thế bởi tiêu chuẩn vàng mới, imatinib, mặc dù nó vẫn được sử dụng ở mức độ do chi phí thấp tương đối của thuốc.

## Chỉ định
Busulfan được sử dụng trong nhi khoa và người lớn kết hợp với cyclophosphamide hoặc fludarabine / clofarabine như một tác nhân điều hòa trước khi ghép tủy xương, đặc biệt là trong bệnh bạch cầu tủy xương mạn tính (CML) và các bệnh bạch cầu tủy xương, u lympho khác. Busulfan có thể kiểm soát gánh nặng khối u nhưng không thể ngăn chặn sự biến đổi hoặc điều chỉnh các bất thường về tế bào học.
Thuốc gần đây đã được sử dụng trong một nghiên cứu để xem xét vai trò của serotonin vận chuyển tiểu cầu trong tái tạo gan.

## Khả dụng
Myleran được cung cấp dưới dạng viên nén bao phim trắng với 2   mg busulfan mỗi viên. Sau năm 2002, một sự quan tâm lớn đã xuất hiện cho các bài thuyết trình tiêm tĩnh mạch của busulfan. Busulfex được cung cấp dưới dạng dung dịch tiêm tĩnh mạch với 6   mg / ml busulfan. Busulfex đã chứng minh hiệu quả tương đương như busulfan đường uống, với tác dụng phụ ít độc hại hơn. Các nghiên cứu dược động học và năng động hỗ trợ việc sử dụng này, điều đó đã thúc đẩy việc sử dụng nó trong chế độ cấy ghép, đặc biệt ở những bệnh nhân yếu. Fludarabine + busulfan là một ví dụ điển hình của việc sử dụng này.

## Tác dụng phụ
Độc tính có thể bao gồm xơ phổi kẽ ("busulfan phổi"), tăng sắc tố, co giật, gan (bệnh tắc tĩnh mạch) (VOD) hoặc hội chứng tắc nghẽn xoang (SOS), hội chứng lãng phí . Busulfan cũng gây ra giảm tiểu cầu, một điều kiện của việc giảm huyết tiểu cầu đếm và hoạt động, và đôi khi tủy bất sản . Động kinh và VOD là mối quan tâm nghiêm trọng với liệu pháp busulfan và điều trị dự phòng thường được sử dụng để tránh những tác dụng này. Gan VOD là một độc tính giới hạn liều. Các triệu chứng của VOD bao gồm tăng cân, tăng bilirubin, đau gan và phù nề. Lý do busulfan gây ra VOD hầu hết chưa được biết và có thể gây tử vong. Ursodiol có thể được xem xét để điều trị dự phòng bệnh tắc tĩnh mạch.
Thuốc chống nôn thường được dùng trước khi dùng busulfan để ngăn ngừa sự giả lập.
Phenytoin có thể được sử dụng đồng thời để ngăn ngừa các cơn động kinh. Levetiracetam, đã cho thấy hiệu quả của việc điều trị dự phòng chống co giật do busulfan gây ra. Các thuốc benzodiazepin cũng có thể được sử dụng cho các cơn động kinh do busulfan gây ra.
Busulfan được IARC liệt kê là chất gây ung thư nhóm 1.

## Liều lượng, cách dùng và dược động học
Là một liệu pháp bổ sung với cyclophosphamide để điều hòa trước khi ghép tủy xương ở người lớn và trẻ em> 12   kg, busulfan tiêm tĩnh mạch (IV) (Bulsulfex) được dùng ở mức 0,8   mg / kg mỗi sáu giờ trong 16 liều (bốn ngày). Busulfan IV thường được quản lý trong hai giờ. Cả IV và công thức uống đều yêu cầu thuốc chống nôn dự phòng dùng trước liều busulfan và thuốc chống nôn theo lịch trình sau đó. Sinh khả dụng đường uống của busulfan cho thấy một sự khác biệt lớn giữa các cá nhân. Uống busulfan khi bụng đói được khuyến cáo để giảm nguy cơ buồn nôn và nôn.
Nồng độ đỉnh trong huyết tương đạt được trong vòng một giờ sau khi uống. Khoảng 30% thuốc liên kết với protein huyết tương, chẳng hạn như albumin.
Theo dõi thuốc điều trị bằng Busulfan được hoàn thành dựa trên mức máng (trước liều) với vùng nhắm mục tiêu trong sáu giờ dưới đường cong (AUC) trong khoảng từ 900 đến 1500 microm ERICmin. AUC (sáu giờ)> 1500 microm ERICmin có liên quan đến VOD gan và nên giảm liều tiếp theo. AUC (sáu giờ) <900 microm ERICmin có liên quan đến cắt bỏ tủy xương không hoàn chỉnh và leo thang liều tiếp theo nên được xem xét. Điều chỉnh liều được thực hiện bằng động học bậc 1, sao cho liều điều chỉnh = liều hiện tại × (AUC đích / AUC thực tế).

## Tương tác thuốc
Busulfan được chuyển hóa thông qua liên hợp glutathione ở gan thành các chất chuyển hóa không hoạt động. Itraconazole có thể làm giảm độ thanh thải busulfan lên tới 25%, dẫn đến nồng độ AUC> 1500 microm ERICmin và tăng nguy cơ VOD gan. Sử dụng đồng thời acetaminophen trong vòng 72 giờ sử dụng busulfan có thể làm giảm độ thanh thải busulfan (dẫn đến tăng busulfan AUC), vì acetaminophen cũng được chuyển hóa qua glutathione và có thể làm cạn kiệt các cửa hàng. Phenytoin làm tăng thanh thải gan của busulfan (dẫn đến giảm busulfan AUC). Tuy nhiên, các nghiên cứu lâm sàng về busulfan đã được hoàn thành với bệnh nhân dùng phenytoin, do đó không cần điều chỉnh liều theo kinh nghiệm nếu bệnh nhân đang dùng phenytoin với busulfan.

## Dược lý
Busulfan là một loại alkylsulfonate. Nó là một tác nhân kiềm hóa tạo thành liên kết chéo DNA-DNA giữa các cơ sở DNA guanine và adenine và giữa guanine và guanine. Điều này xảy ra thông qua một phản ứng SN2 trong đó guanine N7 tương đối nucleophilic tấn công carbon liền kề với nhóm rời mesylate. Liên kết ngang DNA ngăn chặn sự sao chép DNA. Bởi vì các liên kết DNA DNA intastrand không thể được sửa chữa bằng máy móc tế bào, tế bào trải qua quá trình apoptosis.

## Sự phức tạp
Sự công nhận phân tử của ureido- cyclodextrin với busulfan đã được nghiên cứu. Sự hình thành các phức chất được quan sát thấy với các tương tác tĩnh điện giữa urê và phần sulfonate của busulfan.
Một cấu trúc khác đã được sử dụng cho loại phức hợp này, hai đơn vị disacaridyl được kết nối bởi các liên kết urê với một nền tảng tổ chức ether diazacrown.